# Johann Drumbl
Johann „Hans“ Drumbl (* 8. August 1943 in Graz) ist ein österreichischer Germanist und Sprachwissenschaftler.
Drumbl studierte Germanistik und Theaterwissenschaft an der Universität Graz, in Rom und an der Universität Wien, wo er mit der 1969 eingereichten Dissertation Der Begriff des Theaters und der Ursprung des liturgischen Spiels promoviert wurde. Anschließend lehrte er an den Universitäten Bergamo, Pavia, Florenz, Triest, an der Università Cattolica del Sacro Cuore in Mailand und an der Universität Modena und Reggio Emilia, wo er erster Dekan der Facoltà di Lettere wurde. Zuletzt war er bis 2014 ordentlicher Professor an der Fakultät für Bildungswissenschaften der Freien Universität Bozen, die er 2003–2004 ad interim als Rektor leitete. Zu Drumbls besonderen Forschungsinteressen zählen Probleme der literarischen Hermeneutik in Bereichen des Sprachkontakts und der Übersetzung sowie der Themenkomplex Deutsch im Zweitsprach- und Fremdspracherwerb. 